# Itaoca
Itaoca là một đô thị ở bang São Paulo của Brasil. 

## Địa lý
Đô thị này nằm ở vĩ độ 24º38'24" độ vĩ nam và kinh độ 48º50'34" độ vĩ tây, trên khu vực có độ cao 155 m. Dân số năm 2004 ước tính là 2.969 người.

## Thông tin nhân khẩu
Dữ liệu dân số theo điều tra dân số năm 2000
Tổng dân số: 3.226
- Dân số thành thị: 2.174
- Dân số nông thôn: 1.052
- Nam giới: 1.659
- Nữ giới: 1.567

Mật độ dân số (người/km²): 15,79
Tỷ lệ tử vong trẻ sơ sinh dưới 1 tuổi (trên một triệu người): 42,35
Tuổi thọ bình quân (tuổi): 61,00
Tỷ lệ sinh (số trẻ trên mỗi bà mẹ): 2,86
Tỷ lệ biết đọc biết viết: 79,69%
Chỉ số phát triển con người (HDI-M): 0,650
- Chỉ số phát triển con người - Thu nhập: 0,554
- Chỉ số phát triển con người - Tuổi thọ: 0,600
- Chỉ số phát triển con người - Giáo dục: 0,797

(Nguồn: IPEADATA)